# إرفينغ راينر
إرفينغ راينر (بالإنجليزية: Irving Reiner)‏ هو رياضياتي أمريكي، ولد في 8 فبراير 1924 في بروكلين في الولايات المتحدة، وتوفي في 28 أكتوبر 1986 في أوربانا في الولايات المتحدة.